# Saint-Louis (Mosel·la)
Saint-Louis és un municipi francès, situat al departament del Mosel·la i a la regió del Gran Est. L'any 2007 tenia 706 habitants.

## Demografia

### Població
El 2007 la població de fet de Saint-Louis era de 706 persones. Hi havia 266 famílies, de les quals 48 eren unipersonals (20 homes vivint sols i 28 dones vivint soles), 79 parelles sense fills, 111 parelles amb fills i 28 famílies monoparentals amb fills.
La població ha evolucionat segons el següent gràfic:
Habitants censats

### Habitatges
El 2007 hi havia 301 habitatges, 271 eren l'habitatge principal de la família, 13 eren segones residències i 17 estaven desocupats. 259 eren cases i 41 eren apartaments. Dels 271 habitatges principals, 230 estaven ocupats pels seus propietaris, 34 estaven llogats i ocupats pels llogaters i 7 estaven cedits a títol gratuït; 9 tenien dues cambres, 23 en tenien tres, 61 en tenien quatre i 177 en tenien cinc o més. 238 habitatges disposaven pel capbaix d'una plaça de pàrquing. A 112 habitatges hi havia un automòbil i a 132 n'hi havia dos o més.

### Piràmide de població
La piràmide de població per edats i sexe el 2009 era:
| Homes | Edats   | Dones |
| ----- | ------- | ----- |
| 0     | 95 o +  | 0     |
| 0     | 90 a 94 | 0     |
| 4     | 85 a 89 | 0     |
| 0     | 80 a 84 | 4     |
| 4     | 75 a 79 | 24    |
| 16    | 70 a 74 | 24    |
| 24    | 65 a 69 | 20    |
| 28    | 60 a 64 | 24    |
| 8     | 55 a 59 | 12    |
| 12    | 50 a 54 | 20    |
| 48    | 45 a 49 | 28    |
| 16    | 40 a 44 | 32    |
| 36    | 35 a 39 | 24    |
| 36    | 30 a 34 | 32    |
| 4     | 25 a 29 | 12    |
| 20    | 20 a 24 | 12    |
| 16    | 15 a 19 | 20    |
| 48    | 10 a 14 | 32    |
| 16    | 5 a 9   | 36    |
| 8     | 0 a 4   | 12    |

## Economia
El 2007 la població en edat de treballar era de 454 persones, 327 eren actives i 127 eren inactives. De les 327 persones actives 298 estaven ocupades (180 homes i 118 dones) i 29 estaven aturades (10 homes i 19 dones). De les 127 persones inactives 29 estaven jubilades, 38 estaven estudiant i 60 estaven classificades com a «altres inactius».

### Ingressos
El 2009 a Saint-Louis hi havia 267 unitats fiscals que integraven 711,5 persones, la mediana anual d'ingressos fiscals per persona era de 17.853 €.

### Activitats econòmiques
Dels 14 establiments que hi havia el 2007, 4 eren d'empreses de fabricació d'altres productes industrials, 2 d'empreses de construcció, 3 d'empreses de comerç i reparació d'automòbils, 2 d'empreses de transport, 1 d'una empresa financera i 2 d'empreses immobiliàries.
Dels 2 establiments de servei als particulars que hi havia el 2009, 1 era una oficina bancària i 1 lampisteria.
L'únic establiment comercial que hi havia el 2009 era una botiga de menys de 120 m².
L'any 2000 a Saint-Louis hi havia 12 explotacions agrícoles que ocupaven un total de 198 hectàrees.

## Equipaments sanitaris i escolars
El 2009 hi havia una escola elemental.

## Poblacions més properes
El següent diagrama mostra les poblacions més properes.